# لوکرتیا

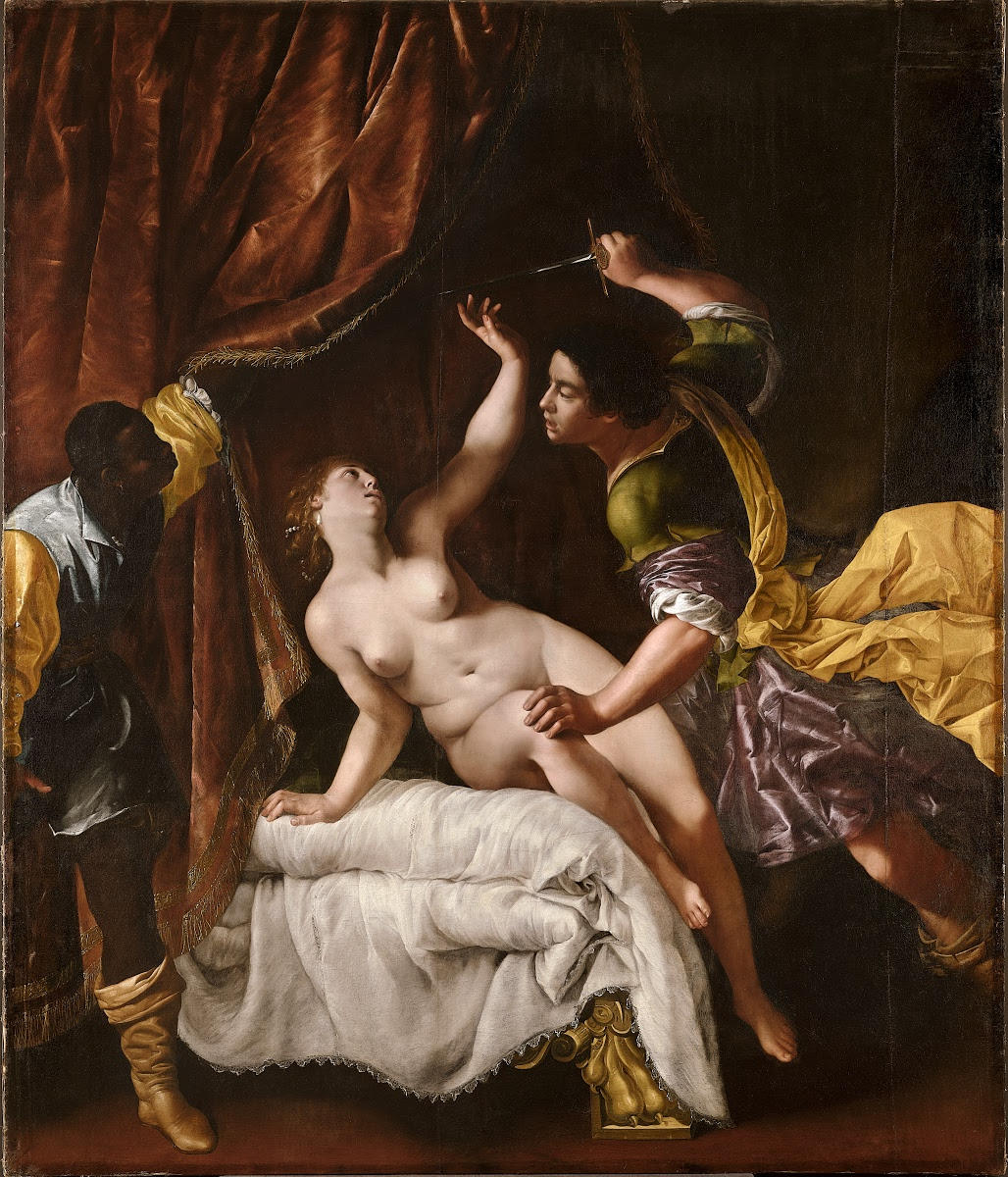
تجاوز اثر آرتمیزیا جنتیلسکی

لوکرتیا (به لاتین: Lucretia) از زنان نجیب‌زادهٔ روم باستان بود که توسط سکستوس تارکوئینیوس (فرزند لوکیوس تارکوئینیوس متکبر) مورد تجاوز جنسی قرار گرفت و این واقعه زمینه‌ساز شورشی شد که در نهایت منجر به سرنگونی پادشاهی روم و تبدیل شدن آن به جمهوری روم شد.